# 福伦丹

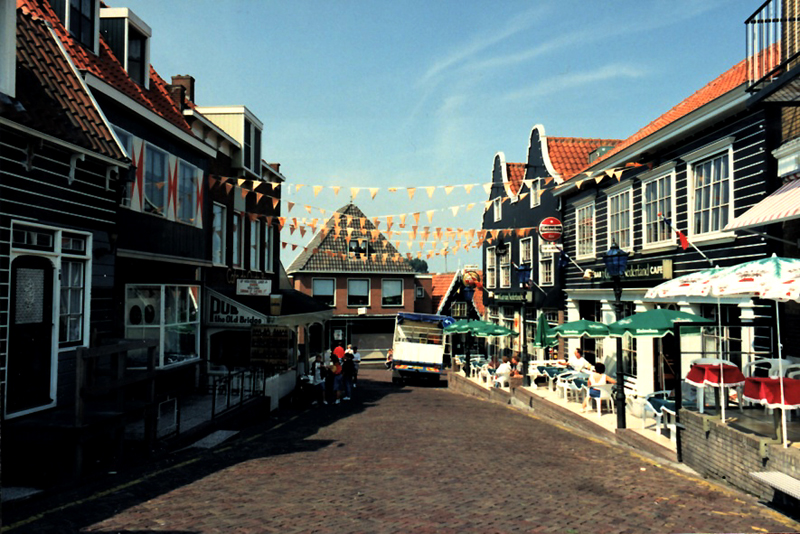
福伦丹镇街道

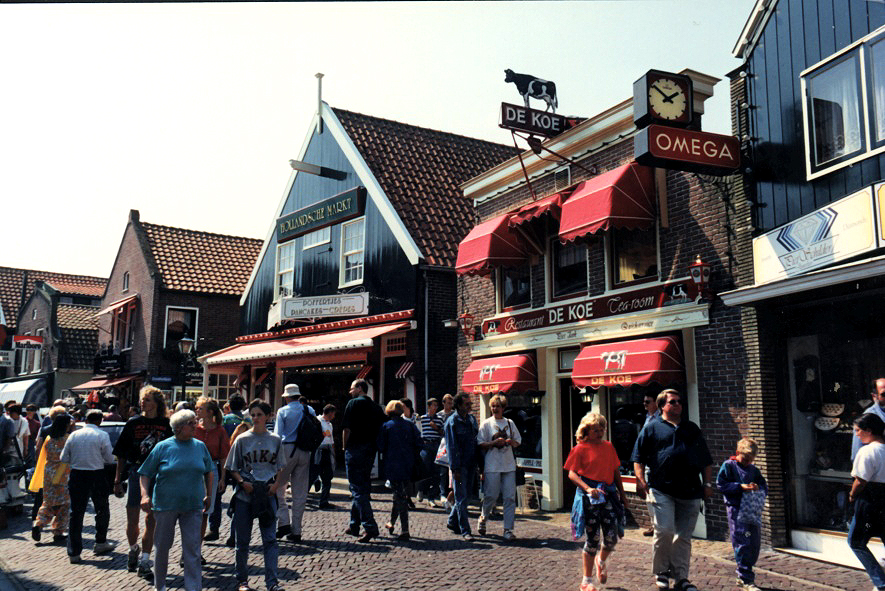
福伦丹的旅客

福伦丹（荷蘭語：Volendam，荷蘭語發音：[ˌvoʊ̯.lən.ˈdɑm]）是荷兰北荷兰省埃丹-福伦丹的一个旅游镇，人口约二万二千余人，主要行业为捕鱼和旅游业。捕获的鱼类通常制成荷兰式烟熏鱼罐头。
前身是个渔村，仍然保留昔日风味，是阿姆斯特丹居民周末休闲之地，也是到阿姆斯特丹旅客顺道游必经之地，市镇中心的街道，游人如云。